# Angela Mudge
Pour les articles homonymes, voir Mudge.
Angela Mudge (née le 8 juillet 1970 à Tavistock) est une championne écossaise de course en montagne et de skyrunning. 
Elle a remporté les championnats d'Écosse de course de colline à trois reprises (1997, 1998, 2006), les championnats britanniques de fell running à cinq reprises (1997–2000, 2008) et détient le record féminin sur plus de treize courses en Écosse. Sur la scène internationale, elle a remporté le Trophée mondial de course en montagne en 2000, les championnats du monde de course en montagne Masters en 2005, et les Buff Skyrunner World Series en 2006 et 2007. Elle a été nommée sur une liste de « 100 choses que nous aimons toujours dans le sport » par le journal The Observer en juin 2008. 

## Biographie

### Les premières années
Les débuts d'Angela dans la vie n'augurent rien de bon pour un avenir en course d'endurance, après sa naissance avec des défauts de pédale; les deux pieds d'Angela et celle de sa sœur jumelle Janice pointent vers l'arrière. Elle a commenté que «[nous] étions un peu écrasées dans l'utérus », et pendant les premières années de leur vie, les deux filles ont dû porter des orthèses et des plâtres sur les jambes pour corriger leurs malformations. 
Adolescente, elle court sur piste, mais abandonne par mécontentement à « tourner en rond ». Même les courses de cross-country ne sont pas suffisamment difficiles, et ce n'est qu'après avoir obtenu son diplôme de l'université de Leicester avec un BSc en chimie, lorsqu'elle déménage au nord pour obtenir son diplôme de master à l'université de Stirling qu'elle découvre la course en montagne et commence à réaliser son potentiel. Quand elle entre ensuite à l'université d'Édimbourg pour étudier son doctorat, elle rejoint le Carnethy Hill Running Club, où elle reste un membre actif et compétiteur. Elle obtient son doctorat en 2000. 
Bien que née et élevée dans le Devon, Angela a toujours représenté l'Écosse au niveau international, commentant que « [I]l aurait été difficile de retourner dans le sud et d'essayer de gagner les sélections là-bas. Une fois que j'ai commencé à courir pour l'Écosse, il ne semblait pas utile de changer car ils m'ont donné ma chance. »

### Carrière nationale et internationale
Angela fait ses débuts tardivement en course en montagne par rapport à des concurrents d'athlétisme plus traditionnels, n'enregistrant pas de résultats avant le milieu de la vingtaine, mais s'est améliorée rapidement par la suite. Classée seulement 49e aux championnats de Grande-Bretagne de fell running en 1995, elle a remporté le classement quatre fois de suite de 1997 à 2000. Entre-temps, elle a signé une quatrième place au Trophée européen de course en montagne 1997 et a également remporté les championnats d'Écosse de course de colline en 1997 et 1998 ainsi que les championnats d'Écosse de cross-country en 1999. Elle démontre une progression tout aussi rapide sur la scène internationale, se classant 46e au 11e Trophée mondial de course en montagne lors de sa tenue en Écosse en 1995, cinq ans avant de remporter l'événement en 2000. 
Elle poursuit son succès international en 1999, l'année où elle bat le record du parcours pour les prestigieux Mount Kinabalu Climbathon à Sabah, en Malaisie, lui valant la prime de 2 500 $. Angela triomphe également dans un style similaire en battant le record des Cinq 4000 de Sierre-Zinal en 2001, en Suisse, devenant la première femme à réaliser un temps inférieur à trois heures sur les du parcours. 

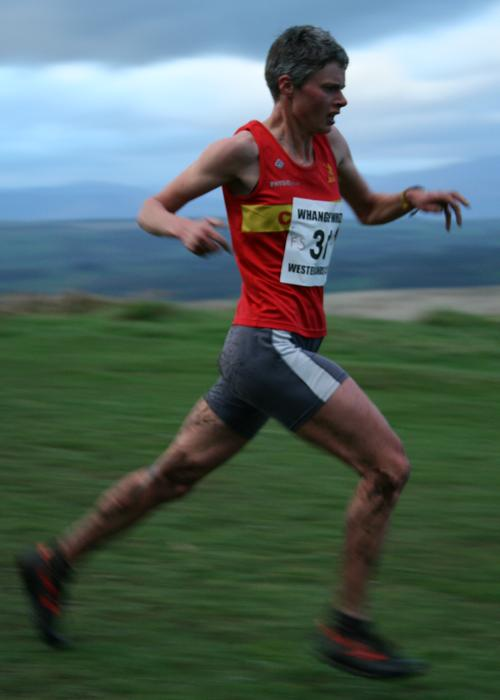
Angela Mudge à la course Whangie Whizz en Écosse en 2007.

Aux championnats d'Europe de course en montagne, ses meilleurs résultats sont des deuxièmes places à Bad Kleinkirchheim en Autriche en 1999 puis en 2001 en Slovénie, terminant derrière la Russe Svetlana Demidenko et encore en 2003 à Trente en Italie, où la Belge Catherine Lallemand gagne. Elle remport le Trophée mondial de course en montagne en 2000 à Bergen en Allemagne contre toute attente. Comme pour toutes les années paires, la course s'effectue sur un parcours en montée uniquement. Angela est plus expérimentée dans la course à pied de style britannique, comprenant la montée et la descente, mais triomphe sans pouvoir utiliser son avantage en descente. Angela elle-même décrit la victoire au Trophée mondial comme « le summum de ma carrière » dans une interview en juin 2008. 
Après sa victoire au Trophée mondial, elle est l'une des cinq Britanniques nommés aux Laureus World Sports Awards 2001, aux côtés du footballeur David Beckham, du rameur Steve Redgrave, du triple sauteur Jonathan Edwards et du boxeur Lennox Lewis. Cependant, elle ne peut pas assister à la cérémonie au Royal Albert Hall de Londres car elle avait déjà réservé des vacances prévues aux Antipodes et elle a affirmé qu'elle «... ne possédait pas de petite robe noire et n'aurait fait qu'errer pour collecter des autographes. » 
Elle termine deuxième derrière la Néo-Zélandaise Melissa Moon au Trophée mondial de course en montagne 2003, à Girdwood en Alaska. Ses compatriotes Tracey Brindley et Lyn Wilson terminent respectivement troisième et dix-huitième, et ces résultats combinés permettent à l'Écosse de remporter le championnat par équipe féminin. Elle remporte également le marathon de Pikes Peak 2003, auquel elle n'a participé que comme échauffement pour la course en Alaska. Sa victoire en 4 h 19 min 38 s est non seulement un nouveau record de catégorie d'âge, il s'agit de la seule défaite en six ans pour la coureuse de Los Alamos Erica Larson, la femme la plus titrée de l'histoire de l'épreuve.

### Blessures en 2005
Angela manque une grande partie de la saison 2005, se remettant tout d'abord d'une opération pour se rétablir d'un genou blessé qui la laisse sur des béquilles, puis succombe à une crise de fasciite plantaire entre mai et juillet. De son opération, Angela déclare : « J'avais usé tout mon cartilage du genou - plus à voir avec mon style de course que le sport lui-même. Je courais sur l'os nu de mon fémur, alors le chirurgien a foré beaucoup de trous, ce qui stimule le tissu cicatriciel, et finalement, j'ai pu courir à nouveau. Mon genou était plus douloureux par la suite qu'avant. J'étais préparé à cela, mais je n'ai été autorisée à courir que dix minutes, même des mois après l'opération. Je n'ai délibérément pas posé de questions sur le taux de réussite ou d'échec afin de garder un état d'esprit positif. Ce n'est que six mois plus tard qu'un physiothérapeute m'a dit qu'il y avait beaucoup de gens pour qui l'opération ne fonctionnait pas.  » 
À son retour de blessure, elle remporte trois courses en Suisse et se classe deuxième de la course du Cervin qui accueille les championnats suisses. Ses prix comprennent un gros fromage à raclette et un bon de 50 CHF pour un fleuriste local. Elle décline ce dernier, n'ayant pas de place pour un vase de fleurs - elle vit dans une tente lorsqu'elle fait le tour des courses, cuisine sur une cuisinière à gaz et se rend aux événements à vélo. 
Bien qu'elle manque la majeure partie de l'été, elle est suffisamment rétablie pour remporter les cinquièmes championnats du monde des maîtres de course en montagne dans le Lake District en Angleterre en septembre. 

### Skyrunning et trail

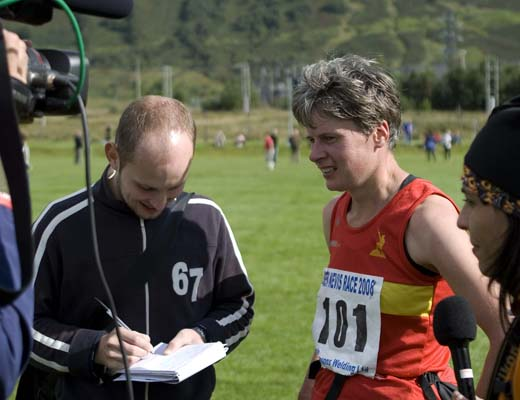
Angela Mudge lors d'une interview après sa victoire à la course du Ben Nevis 2008.

Pour la saison 2006, Angela devient membre de l'équipe Saab Salomon Adventure Running Team et participe aux Buff Skyrunner World Series, une série de huit courses d'endurance en haute altitude à travers le monde. Elle ne participe pas à la course d'ouverture à Hidalgo au Mexique, mais est victorieuse dans quatre manches successives à Zegama en Espagne, Valposchiavo, en Suisse, Nagano au Japon, et à Canazei dans les Dolomites en Italie, battant le record du parcours à chaque occasion. Elle manque deux courses ultérieures après la perte de sa sœur jumelle décédée du cancer , mais sa troisième place au Mount Kinabalu Climbathon en Malaisie lors de la dernière épreuve de la saison lui permet de remporter la série dans son ensemble avec le prix de 3000 €. Elle regagne son titre de championne d'Écosse de course de colline en 2006, remportant les quatre épreuves auxquelles elle participe. 
L'équipe Saab Salomon fait à nouveau appel aux services de Mudge pour la Skyrunner World Series 2007, et elle remporte les trois premières courses auxquelles elle participe, à Berga en Catalogne , Vallnord en Andorre, et dans les Dolomites en Italie. Une deuxième place à Zegama-Aizkorri suffit à la voir conserver son titre en 2007. 
Après ses succès fulgurants en skyrunning, Angela se rend au Népal en novembre 2007 pour participer au douzième marathon de l'Everest, le marathon le plus haut du monde dont le départ se situe à seulement deux heures du camp de base de l'Everest, à une altitude de 5 200 m. Elle termine huitième du classement général, première femme et deuxième occidentale sur 80 participants, établissant un record du parcours en 5 h 2 min 17 s, treize minutes de mieux que la marque précédente. 
Le 24 avril 2008, elle prend le départ de la Three Peaks Race comptant Challenge mondial de course en montagne longue distance. Elle est menée par la Tchèque Anna Pichrtová qui domine la course. Angela décroche la médaille d'argent en terminant six minutes derrière Anna. Elle est une concurrente occasionnelle dans la Sykrunner World Series 2008, gagnant à Valposchiavo en Suisse, et sa course à domicile à Fort William en Écosse. Elle termine également deuxième dans deux autres courses auxquelles elle participe, Sierre-Zinal, en Suisse et le Sentiero Delle Grigne en Italie. Cependant, une performance record de sa rivale Corinne Favre dans cette dernière épreuve prive Angela d'un troisième titre consécutif.  
En compétition nationale, elle devient championne britannique de fell running pour la cinquième fois en 2008 en remportant les quatre courses auxquelles elle participe.
Sélectionnée pour les championnats du monde de trail 2009 à Serre Chevalier, elle démontre de bonnes performances sur longue distance en remportant la médaille d'argent derrière l'Italienne Cecilia Mora mais devant sa compatriote Elizabeth Hawker. Une semaine plus tard, elle brille sur l'exercice du kilomètre vertical en terminant deuxième du Dolomites Vertical Kilometer derrière la favorite Antonella Confortola. L'épreuve comptant pour les championnats d'Europe de skyrunning, elle y décroche la médaille d'argent.
Elle se retrouve à nouveau face à l'Italienne l'année suivante sur le kilomètres vertical des Dolomites mais qui compte cette fois pour l'édition inaugaurale des championnats du monde de skyrunning. Les deux femmes sont cependant battues par la Française Laetitia Roux et Angela termine sur la troisième marche du podium.
Le 25 septembre 2011, elle participe aux championnats du Commonwealth de course en montagne et ultradistance sur l'épreuve de trail de 53 km dans la forêt de Newborough. L'Anglaise Emma Gooderham prend un départ canon et largue ses rivales, remportant la victoire avec une marge de douze minutes. Angela assure sa deuxième place et décroche la médaille d'argent avec quatre minutes d'avance sur l'Australienne Kristin Bull.
Elle est admise au Scottish Athletics Hall of Fame en 2018.

## Palmarès

### Course en montagne
| no  | féminin            | Course                                                                  | Longueur | Départ             | Temps           |
| --- | ------------------ | ----------------------------------------------------------------------- | -------- | ------------------ | --------------- |
| 77e | Médaille d'or      | Course du Ben Nevis                                                     | 14 km    | 7 septembre 1996   | 2 h 3 min 8 s   |
| 4e  | 4e                 | Trophée européen de course en montagne                                  | 7 km     | 6 juillet 1997     | 50 min 27 s     |
| 17e | Médaille d'or      | Neirivue-Moléson                                                        | 10,6 km  | 5 juillet 1998     | 1 h 11 min 33 s |
|     | Médaille d'or      | Course du Snowdon                                                       | 14 km    | 25 juillet 1998    | 1 h 16 min 14 s |
|     | Médaille d'or      | Three Peaks Race                                                        | 37,4 km  | 25 avril 1999      | 3 h 20 min 17 s |
| 2e  | Médaille d'argent  | Trophée européen de course en montagne                                  | 9 km     | 4 juillet 1999     | 57 min 18 s     |
|     | Médaille d'argent  | Course de montagne du Danis                                             | 10,4 km  | 11 juillet 1999    | 47 min 20 s     |
|     | Médaille d'argent  | Course de Schlickeralm                                                  | 11,2 km  | 8 août 1999        | 1 h 13 min 47 s |
| 2e  | Médaille d'argent  | Challenge Stellina                                                      | 8,1 km   | 22 août 1999       | 48 min 45 s     |
| 7e  | 7e                 | Trophée mondial de course en montagne                                   | 7,8 km   | 19 septembre 1999  | 40 min 49 s     |
|     | Médaille d'argent  | Course de montagne du Hochfelln                                         | 8,9 km   | 3 octobre 1999     | 52 min 28 s     |
|     | Médaille d'argent  | Course de montagne du Krvavec                                           | 9 km     | 11 juin 2000       | 57 min 59 s     |
| 5e  | 5e                 | Trophée européen de course en montagne                                  | 7,07 km  | 2 juillet 2000     | 34 min 37 s     |
|     | Médaille d'argent  | Course de montagne du Danis                                             | 10,4 km  | 9 juillet 2000     | 47 min 42 s     |
|     | Médaille d'or      | Course du Snowdon                                                       | 14 km    | 22 juillet 2000    | 1 h 20 min 28 s |
|     | Médaille d'argent  | Course de Schlickeralm                                                  | 11,2 km  | 6 août 2000        | 1 h 9 min 51 s  |
|     | Médaille d'or      | Course du Cervin                                                        | 14,35 km | 27 août 2000       | 1 h 17 min 20 s |
| 1re | Médaille d'or      | Trophée mondial de course en montagne                                   | 8,9 km   | 9 septembre 2000   | 49 min 24 s     |
|     | Médaille d'or      | Course de montagne de Seegrube                                          | 11,7 km  | 17 juin 2001       | 1 h 13 min 9 s  |
| 2e  | Médaille d'argent  | Trophée européen de course en montagne                                  | 9 km     | 1er juillet 2001   | 57 min 8 s      |
|     | Médaille d'argent  | Course de montagne du Danis                                             | 10,4 km  | 8 juillet 2001     | 47 min 40 s     |
|     | Médaille d'or      | Course de montagne du Grossglockner                                     | 13,3 km  | 22 juillet 2001    | 1 h 24 min 21 s |
| 23e | Médaille d'or      | Thyon-Dixence                                                           | 16,35 km | 5 août 2001        | 1 h 22 min 39 s |
| 25e | Médaille d'or      | Sierre-Zinal                                                            | 31 km    | 12 août 2001       | 2 h 56 min 41 s |
|     | Médaille d'argent  | Course du Cervin                                                        | 14,35 km | 19 août 2000       | 1 h 17 min 14 s |
|     | Médaille de bronze | Course de montagne du Kitzbüheler Horn                                  | 12,9 km  | 2 septembre 2001   | 1 h 7 min 50 s  |
|     | Médaille de bronze | Drei Zinnen Alpine Run                                                  | 14,3 km  | 9 septembre 2001   | 1 h 39 min 9 s  |
| 5e  | 5e                 | Trophée mondial de course en montagne                                   | 8,53 km  | 15 septembre 2001  | 39 min 28 s     |
| 49e | Médaille d'argent  | Course de Šmarna Gora                                                   | 9,2 km   | 6 octobre 2001     | 48 min 18 s     |
| 35e | Médaille d'or      | Course de montagne de Gamperney                                         | 8,8 km   | 26 mai 2002        | 50 min 46 s     |
| 5e  | 5e                 | Championnats d'Europe de course en montagne                             | 8 km     | 7 juillet 2002     | 42 min 23 s     |
| 2e  | Médaille d'argent  | Trofeo Montagne Olimpiche                                               | 8,4 km   | 21 juillet 2002    | 35 min 16 s     |
| 24e | Médaille d'or      | Thyon-Dixence                                                           | 16,35 km | 4 août 2002        | 1 h 23 min 12 s |
| 1re | Médaille d'or      | Challenge Stellina                                                      | 8,1 km   | 25 août 2002       | 47 min 46 s     |
| 8e  | 8e                 | Trophée mondial de course en montagne                                   | 9,2 km   | 14 septembre 2002  | 56 min 35 s     |
|     | Médaille d'argent  | Course de montagne du Hochfelln                                         | 8,9 km   | 29 septembre 2002  | 50 min 35 s     |
| 2e  | Médaille d'argent  | Championnats d'Europe de course en montagne                             | 8 km     | 6 juillet 2003     | 44 min 1 s      |
| 2e  | Médaille d'argent  | Trophée mondial de course en montagne                                   | 7,7 km   | 21 septembre 2003  | 39 min 41 s     |
| 19e | Médaille d'or      | Neirivue-Moléson                                                        | 10,6 km  | 4 juillet 2004     | 1 h 11 min 9 s  |
| 15e | Médaille d'or      | Course de montagne de Gamperney                                         | 8,8 km   | 29 mai 2005        | 53 min 44 s     |
| 36e | Médaille d'argent  | Course du Cervin                                                        | 14,35 km | 21 août 2005       | 1 h 18 min 42 s |
| 23e | Médaille d'or      | Cross du Mont-Blanc                                                     | 21 km    | 1er juillet 2007   | 2 h 1 min 47 s  |
| 35e | Médaille d'argent  | Sierre-Zinal                                                            | 31 km    | 12 août 2007       | 3 h 6 min 50 s  |
| 27e | Médaille d'or      | Course du Ben Nevis                                                     | 14 km    | 1er septembre 2007 | 1 h 48 min 28 s |
| 46e | Médaille d'argent  | Challenge mondial de course en montagne longue distance                 | 37,4 km  | 24 avril 2008      | 3 h 20 min 53 s |
| 23e | Médaille d'or      | Thyon-Dixence                                                           | 16,35 km | 3 août 2008        | 1 h 28 min 32 s |
| 38e | Médaille d'argent  | Sierre-Zinal                                                            | 31 km    | 10 août 2008       | 3 h 7 min 36 s  |
| 26e | Médaille d'or      | Course du Ben Nevis                                                     | 14 km    | 6 septembre 2008   | 1 h 47 min 12 s |
| 21e | Médaille d'or      | Cross du Mont-Blanc                                                     | 21 km    | 27 juin 2009       | 2 h 12 min 25 s |
| 20e | Médaille d'or      | Course de montagne du Karwendel                                         | 11 km    | 26 juillet 2009    | 1 h 13 min 48 s |
| 25e | Médaille d'or      | Thyon-Dixence                                                           | 16,35 km | 2 août 2009        | 1 h 28 min 51 s |
| 44e | Médaille de bronze | Sierre-Zinal                                                            | 31 km    | 9 août 2009        | 3 h 10 min 6 s  |
| 7e  | 7e                 | Championnats du Commonwealth de course en montagne - Montée             | 8 km     | 18 septembre 2009  | 51 min 20 s     |
| 5e  | 5e                 | Championnats du Commonwealth de course en montagne - Montée et descente | 8 km     | 19 septembre 2009  | 42 min 40 s     |
| 25e | Médaille d'or      | Neirivue-Moléson                                                        | 10,3 km  | 20 juin 2010       | 1 h 2 min 21 s  |
| 37e | Médaille d'argent  | Semi-marathon d'Aletsch                                                 | 21,1 km  | 27 juin 2010       | 1 h 55 min 57 s |
| 36e | Médaille d'argent  | Thyon-Dixence                                                           | 16,35 km | 1er août 2010      | 1 h 30 min 59 s |
| 49e | Médaille d'argent  | Sierre-Zinal                                                            | 31 km    | 8 août 2010        | 3 h 11 min 3 s  |
| 1re | Médaille d'or      | World Masters Mountain Running Championships - F40                      | 8 km     | 28 août 2010       | 51 min 50 s     |
| 31e | Médaille d'or      | Course du Ben Nevis                                                     | 14 km    | 3 septembre 2011   | 1 h 51 min 14 s |
| 14e | Médaille d'or      | Montée du Skåla                                                         | 8,2 km   | 18 août 2012       | 1 h 22 min 22 s |
| 76e | 7e                 | Challenge mondial de course en montagne longue distance                 | 42,2 km  | 9 septembre 2012   | 3 h 39 min 15 s |
| 22e | Médaille d'or      | Course de montagne du Karwendel                                         | 11 km    | 20 juillet 2013    | 1 h 18 min 46 s |
| 40e | Médaille d'argent  | Thyon-Dixence                                                           | 16,35 km | 4 août 2013        | 1 h 30 min 54 s |
| 58e | 5e                 | Sierre-Zinal                                                            | 31 km    | 11 août 2013       | 3 h 7 min 21 s  |
| 31e | Médaille d'or      | Course du Ben Nevis                                                     | 14 km    | 7 septembre 2013   | 1 h 52 min 40 s |

### Skyrunning
| no  | féminin            | Course                                                   | Longueur | Départ            | Temps           |
| --- | ------------------ | -------------------------------------------------------- | -------- | ----------------- | --------------- |
| 3e  | Médaille de bronze | Mount Kinabalu Climbathon                                | 15 km    | 5 octobre 1997    | 2 h 13 min 56 s |
| 1re | Médaille d'or      | Mount Kinabalu Climbathon                                | 12 km    | 18 septembre 1999 | 1 h 58 min 23 s |
|     | Médaille d'or      | Mount Kinabalu Climbathon                                | 12 km    | 7 octobre 2000    | 1 h 59 min 0 s  |
| 4e  | Médaille d'or      | Marathon de Pikes Peak                                   | 42,2 km  | 17 août 2003      | 4 h 19 min 38 s |
| 30e | Médaille d'or      | Zegama-Aizkorri                                          | 42,2 km  | 28 mai 2006       | 4 h 43 min 4 s  |
| 41e | Médaille d'or      | SkyRace Valmalenco-Valposchiavo                          | 31 km    | 11 juin 2006      | 3 h 10 min 18 s |
|     | Médaille d'or      | Mount Ontake SkyRace                                     | 32 km    | 25 juin 2006      | 3 h 51 min 39 s |
| 44e | Médaille d'or      | Dolomites SkyRace                                        | 22 km    | 23 juillet 2006   | 2 h 33 min 16 s |
| 25e | Médaille de bronze | Mount Kinabalu Climbathon                                | 21 km    | 30 septembre 2006 | 3 h 28 min 25 s |
| 21e | Médaille d'or      | Marató de Muntanya de Berga                              | 42,2 km  | 20 mai 2007       | 5 h 8 min 29 s  |
|     | Médaille d'or      | SkyRace Vallnord-Andorra                                 | 24 km    | 22 juillet 2007   | 2 h 58 min 54 s |
| 44e | Médaille d'or      | Dolomites SkyRace                                        | 22 km    | 29 juillet 2007   | 2 h 30 min 17 s |
| 46e | Médaille d'argent  | Zegama-Aizkorri                                          | 42,2 km  | 23 septembre 2007 | 4 h 53 min 46 s |
| 8e  | Médaille d'or      | Everest Marathon                                         | 42,2 km  | 5 décembre 2007   | 5 h 2 min 17 s  |
| 25e | Médaille d'or      | SkyRace Valmalenco-Valposchiavo                          | 31 km    | 8 juin 2008       | 3 h 10 min 40 s |
| 29e | Médaille de bronze | Trofeo Scaccabarozzi - Sentiero Delle Grigne             | 43 km    | 21 septembre 2008 | 5 h 50 min 59 s |
| 45e | Médaille de bronze | SkyRace Valmalenco-Valposchiavo                          | 20 km    | 7 juin 2009       | 2 h 15 min 54 s |
| 30e | Médaille d'argent  | Championnats d'Europe de skyrunning - Kilomètre vertical | 3,2 km   | 17 juillet 2009   | 42 min 45 s     |
| 24e | Médaille d'or      | SkyRace Valmalenco-Valposchiavo                          | 31 km    | 12 juin 2010      | 3 h 18 min 49 s |
| 37e | Médaille de bronze | Championnats du monde de skyrunning - Kilomètre vertical | 3,2 km   | 16 juillet 2010   | 42 min 47 s     |
| 51e | Médaille d'argent  | Dolomites SkyRace                                        | 16,3 km  | 18 juillet 2010   | 1 h 54 min 34 s |

### Trail
| no  | féminin           | Course                                               | Longueur | Départ            | Temps           |
| --- | ----------------- | ---------------------------------------------------- | -------- | ----------------- | --------------- |
| 13e | Médaille d'argent | Championnats du monde de trail                       | 68 km    | 12 juillet 2009   | 8 h 12 min 29 s |
| 7e  | Médaille d'or     | Trail Verbier St-Bernard - La Traversée              | 61 km    | 3 juillet 2010    | 8 h 6 min 24 s  |
| 18e | Médaille d'argent | Championnats du Commonwealth d'ultradistance - Trail | 53 km    | 25 septembre 2011 | 4 h 5 min 54 s  |
| 5e  | Médaille d'or     | Laugavegur Ultra Marathon                            | 54 km    | 9 juillet 2012    | 5 h 0 min 55 s  |

### Route/cross
| Année | Compétition                        | Lieu       | Place | Épreuve       | Temps           |
| ----- | ---------------------------------- | ---------- | ----- | ------------- | --------------- |
| 1999  | Championnats d'Écosse de cross     | Cupar      | 1re   | Cross-country | 21 min 38 s     |
| 1999  | Championnats inter-comtés de cross | Nottingham | 1re   | Cross-country | 28 min 24 s     |
| 2002  | Marathon de Paris                  | Paris      | 14e   | Marathon      | 2 h 43 min 5 s  |
| 2004  | Semi-marathon d'Inverness          | Inverness  | 1re   | Semi-marathon | 1 h 19 min 59 s |

## Records
| Épreuve       | Performance     | Date         | Lieu      |
| ------------- | --------------- | ------------ | --------- |
| 10 kilomètres | 36 min 3 s      | 3 août 2003  | Evergreen |
| Semi-marathon | 1 h 19 min 59 s | 14 mars 2004 | Inverness |
| Marathon      | 2 h 43 min 5 s  | 7 avril 2002 | Paris     |